# Zasada zachowania energii
Zasada zachowania energii – sformułowane przez Émilie du Châtelet empiryczne prawo fizyki, stwierdzające, że w układzie izolowanym suma wszystkich rodzajów energii układu jest stała w czasie. Oznacza to, że energia w układzie izolowanym nie może być ani utworzona, ani zniszczona, mogą jedynie zachodzić przemiany z jednych form energii w inne. Przykładem zmian energii z jednej formy w inną jest zamiana energii chemicznej w energię cieplną, co zachodzi np. podczas procesów spalania (np. spalanie wodoru w tlenie, spalanie paliw itp.).
Z zasady zachowania energii wynika kilka innych zasad szczególnych. Np. zasada zachowania energii mechanicznej obowiązuje, jeżeli na ciało (układ ciał) działają siły zachowawcze. Jeżeli jednak na ciało nie działają siły zachowawcze, to energia mechaniczna nie jest zachowana, ale przemienia się w inne formy energii, np. energię wewnętrzną ruchu chaotycznego molekuł, tworzących ciało. Innym szczególnym przypadkiem zasady zachowania energii jest pierwsza zasada termodynamiki.

## Układy hamiltonowskie
Twierdzenie Noether podaje ogólny związek między zasadami zachowania wielkości fizycznych (takich jak energia, pęd, moment pędu, ładunek) a symetriami układów fizycznych, które można opisać w ramach formalizmu Hamiltona. Z twierdzenia tego wynika, że energia układu fizycznego jest zachowana, jeżeli równanie opisujące ruch układu w czasie posiada symetrię translacji w czasie, tzn. jego postać nie zmienia się po podstawieniu do równania zamiast czasu {\displaystyle t} wielkości {\displaystyle t'=t+t_{0},} gdzie {\displaystyle t_{0}} jest dowolną stałą wielkością.
Np. jeżeli pole sił działające na punkt materialny jest polem potencjalnym, to energia układu jest zachowana wtedy, gdy potencjał siły nie zależy od czasu, tj. {\displaystyle U(r);} wtedy
{\displaystyle U(r,t')=U(r,t+t_{0})=U(r)\;{}} oraz
{\displaystyle {\frac {\partial U}{\partial t}}=0.}
Konsekwencją równań Hamiltona jest stałość funkcji Hamiltona, która ma wtedy sens stałej energii układu, bo
{\displaystyle {\frac {\mathrm {d} H}{\mathrm {d} t}}=-{\frac {\partial U}{\partial t}}=0.}
Tak więc zachowana jest wielkość
{\displaystyle H(r,p)={\frac {p^{2}}{2m}}+U(r)=E=const.}
Symetria translacji w czasie jest szczególnym przypadkiem ogólniejszej symetrii związanej z niezmienniczością mechaniki klasycznej względem transformacji Galileusza
{\displaystyle x^{i}\to {x'}^{i}=x^{i}+v^{i}t+x_{0}^{i},}
{\displaystyle t\to t'=t+t_{0}.}
Transformacje te tworzą grupę Galileusza.
W szczególnej teorii względności zachowanie energii jest również konsekwencją translacji w czasoprzestrzeni Minkowskiego
{\displaystyle x^{\mu }\to {x'}^{\mu }={x}^{\mu }+a^{\mu }.}
Ponieważ {\displaystyle x^{0}=ct,} więc translacja dla μ=0 odpowiada translacji czasu.
Konsekwencją symetrii translacji w czasoprzestrzeni Minkowskiego jest zachowanie tensora energii – pędu.

## Układy niehamiltonowskie
Zasada zachowania energii jest jednak spełniona także w innych układach, które nie wykazują czasowej symetrii translacyjnej. Przykładami takich układów są:
- układy opisywane przez fizykę statystyczną, gdzie symetria w czasie dla całego układu nie jest zachowana,
- układy, w których występują siły tarcia,
- inne układy, na przykład cechujące się przemianami nierównowagowymi, dla których opis hamiltonowski jest nieadekwatny.